# Brian Noble
Brian Michael Noble (ur. 11 kwietnia 1936 w Lancaster, zm. 23 października 2019 w Merseyside) – brytyjski duchowny rzymskokatolicki, w latach 1995-2010 biskup diecezjalny Shrewsbury.

## Życiorys
Święcenia kapłańskie przyjął 11 czerwca 1960 w swojej rodzinnej diecezji Lancaster. 23 czerwca 1995 papież Jan Paweł II mianował go biskupem diecezjalnym Shrewsbury. Sakry udzielił mu 30 sierpnia 1995 Maurice Noël Léon Couve de Murville, ówczesny arcybiskup metropolita Birmingham. 1 października 2010, na pół roku przed osiągnięciem biskupiego wieku emerytalnego (75 lat) zrezygnował z urzędu i od tego czasu pozostaje biskupem seniorem diecezji.